# Eddie Cibrian
Eddie Cibrian (született Edward Bryant Cibrian; Burbank, Kalifornia, 1973. június 16. –) amerikai színész.
Kubából emigrált család egyetlen gyermeke.

## Karrierje
Egy osztálytársa reklámfilmbe való beválogatása után ő is megpróbálta. Részt vett egy italmárka reklámfilm toborzásán is. Hamarosan 8 egymást követőbe is sikeresen jelentkezett.
Közgazdasági egyetemre jelentkezett, azonban nem volt pénze a befejezésre. Végül a színészet mellett döntött.
Sorozatokban és filmekben is megállja a helyét. Első szerepe: Kids killing kids című film volt.

## Kedvencei
- Példaképe: Paul Newman.
- Kedvenc sorozata: Vészhelyzet.
- Fontos számára, hogy legalább egy helyre el tudjon utazni egy évben.
- Zenei stílusa: Rock and roll.
- Saját együttesének neve: 3Deep.
- Feleségével, Brandi Ganville-lel, és két gyermekével, Mason Edward és Jake Austin-nal Los Angelesben élnek.
- Előszeretettel fényképeztette magát, azaz gyakran megfordult az újságok címlapján is.

## Filmográfia
| Év        | Eredeti cím                                    | Magyar cím                 | Szerep          |
| --------- | ---------------------------------------------- | -------------------------- | --------------- |
| 2018      | Take Two (sorozat)                             | Páratlan páros             | Eddie Valetik   |
| 2009      | Not Easily Broken                              |                            | Brock Houseman  |
| 2008      | The Starter Wife (sorozat)                     |                            | Eddie La Roche  |
| 2008      | Ugly Betty (sorozat)                           | Ki ez a lány?              | Diaz edző       |
| 2007      | Samantha Who? (sorozat)                        | Nem ér a nevem             | Kevin           |
| 2007      | Dirty Sexy Money (sorozat)                     | Édes, drága titkaink       | Sebastian Fleet |
| 2007      | Criminal Minds (sorozat)                       | Gyilkos elmék              | Joe Smith       |
| 2007      | Football Wives (sorozat)                       |                            | Jason Austin    |
| 2006      | Vanished (sorozat)                             |                            | Daniel Lucas    |
| 2005–2006 | Invasion (sorozat)                             | Rejtélyek városa           | Russell Varon   |
| 2005      | The Cave                                       | A barlang                  | Tyler           |
| 1999–2005 | Third Watch (sorozat)                          | Harmadik műszak            | Jimmy Doherty   |
| 2005      | Tilt (sorozat)                                 |                            | Eddie Towne     |
| 2003      | The Street Lawyer                              |                            | Michael Brock   |
| 2001      | Citizen Baines (sorozat)                       |                            | Curtis Daniel   |
| 2001      | Say It Isn't So                                | Húgom, nem húgom           | Jack Mitchelson |
| 2000      | In the Beginning                               |                            | Joseph          |
| 1997–1999 | Sunset Beach (sorozat)                         | Sunset Beach               | Cole Deschanel  |
| 1999      | But I'm a Cheerleader                          | Mentsd meg a pom-pomlányt! | Rock Brown      |
| 1998      | Logan's War: Bound by Honor                    | Logan bosszúja             | Logan Fallon    |
| 1998      | Living Out Loud                                | A csók (film, 1998)        | masszőr         |
| 1998      | Baywatch Nights (sorozat)                      | Baywatch – Forró éjszakák  | Griff Walker    |
| 1996      | Sabrina, the Teenage Witch (sorozat)           | Sabrina, a tiniboszorkány  | Darryl          |
| 1996      | Beverly Hills, 90210 (sorozat)                 | Beverly Hills 90210        | Casey Watkins   |
| 1995      | CBS Schoolbreak Special (sorozat)              |                            |                 |
| 1994–1996 | The Young and the Restless (sorozat)           |                            | Matt Clark      |
| 1993      | Saved by the Bell: The College Years (sorozat) |                            | Janitor         |